# Бойовка
Бойо́вка (рос. Боёвка) — присілок у складі Каменського міського округу Свердловської області.
Населення — 20 осіб (2010, 33 у 2002).
Національний склад станом на 2002 рік: росіяни — 97 %.